# Juan Guerrero Sánchez
Juan Guerrero Sánchez (Ciudad de México, 23 de marzo de 1936 - Búfalo, Nueva York, Estados Unidos, 25 de abril de 1970) fue un cineasta mexicano.
Estudió la carrera de Arquitectura en la Universidad Nacional Autónoma de México (UNAM) y la Maestría en Urbanismo en La Sorbona de París. Al regresar a México se incorporó a la UNAM como profesor pero, en 1961, regresó por un año a La Sorbona aunque esta vez para estudiar cine y, con ello, no volvería a ejercer la Arquitectura. Posteriormente se inscribió en el Centro Universitario de Estudios Cinematográficos (CUEC/UNAM) y pasó a formar parte de la primera generación de estudiantes de esta escuela, en donde realizó su primer cortometraje: El verano de la mariposa (1964). Guerrero también fue maestro del CUEC y fundador y director del Cineclub de la Casa del Lago.
Juan Guerrero Sánchez solo pudo realizar tres largometrajes más: Amelia (1964), Mariana (1967) y Narda o El Verano (1968) -Estrenada en cines el 5 de marzo de 1970-, ya que fallecería de cáncer en 1970. Al momento de su muerte estaba casado con la actriz (y luego conductora de televisión) Lourdes Guerrero, con quien tuvo un hijo.

## Filmografía

### Cortometrajes
- El verano de la mariposa (1964)

### Largometrajes
- Amelia (1964)

Con Lourdes Guerrero, Luis Lomelí, Alberto Dallal y Claudio Obregón, realizado para el Primer Concurso de Cine Experimental convocado por el Sindicato de Trabajadores Cinematográficos de la República Mexicana, obtuvo una mención especial del jurado y el premio para la música de fondo. Además, “Amelia” obtuvo una mención especial del jurado en el Primer Concurso de Cine experimental convocado por el STPC y el premio a la música original.
Basada en un cuento de Juan García Ponce dentro de su colección titulada “La noche” (Editorial Era, 1963) fue adaptada al cine por el autor, el realizador y el escritor Juan Vicente Melo. Un tono existencialista muestra el vacío de la vida. Su joven protagonista Jorge (Luis Lomelí) solamente vive para matar el tiempo: es oficinista y no tiene ambiciones. Gana el dinero que le resulta necesario para vivir, ir al cine, emborracharse con sus amigos. Conoce a una muchacha, Amelia quien también es empleada de oficina, que le hace pensar en la posibilidad del amor y la desposa. Poco a poco se va dando cuenta que Amelia le estorba en lugar de ofrecerle otros panoramas. Añora su vida de soltero y sus juergas donde solamente se hablaba de “perder el tiempo”, “matar el tiempo”. Le asusta la idea de ser padre y siente alivio cuando Amelia le asegura que le ha vuelto la menstruación. Cierto día, simplemente le dice que no la quiere. Luego se lo enfatiza. Amelia, hasta entonces sumisa y esperanzada, cae en la realidad de su existencia. De nada le sirve seguir la rutina o vivir al lado del hombre que ahora odia. Amelia se suicida con gas. Jorge vuelve a su vida de antes (“He querido recordar lo que sentí cuando la encontré muerta, pero no puedo”).
Con una sensibilidad muy europeizada, los jóvenes intelectuales mexicanos nacidos a finales de los años veinte e inicios de la década siguiente mostraron una manera distinta de ver la tradicional vida de la sociedad mexicana. En esta película, los padres de Amelia constituyen el modelo totalmente opuesto que representa Jorge. Se desintegra la familia de siempre porque ya no hay que procrear sino disfrutar; no hay que preocuparse más que por los momentos placenteros de la vida aunque sea el simple “no hacer”. La literatura de esos años sesenta están poblados por personajes diferentes a los que conocíamos, sobre todo a través del cine mexicano. Esa es la gran lección de “Amelia”, como lo son sus cintas independientes hermanas “Tajimara” (Gurrola), “Un alma pura” (Ibáñez) o “La sunamita” (Mendoza) basadas respectivamente en García Ponce (nuevamente), Carlos Fuentes e Inés Arredondo, que conformaron parte de ese exitoso e irrepetible concurso de cine.
El ambiente intelectual está por todas partes: la música de Alicia Urreta (quien aparece tras un piano); Alberto Dallal era escritor y luego investigador de la danza; en una secuencia, aparece como extra el crítico de cine José de la Colina. Claudio Obregón y Luis Lomelí eran actores de teatro, aunque este último había hecho una cantidad de películas. Luego está Lourdes Guerrero quien, con el paso del tiempo, sería muy conocida como conductora de noticieros (Hoy Mismo).
Por otro lado está la música de jazz o la música clásica; las referencias a la asistencia al cine; los “piano-bar” que daban idea de la bohemia; las calles solitarias y seguras de un Distrito Federal pleno de taxis, centros nocturnos o las imágenes de un Acapulco, todavía rey turístico de las costas mexicanas. La película contiene tomas bellísimas de la pareja sobre la arena. Llama la atención la ausencia de la televisión y sí, la omnipresencia de las consolas de tocadiscos. Todo un viaje nostálgico.

#### Mariana (1967)
Sobre un cuento de Inés Arredondo, fue seleccionado para clausurar la X Reseña de Festivales Cinematográficos en Acapulco en 1967. Fue maestro del CUEC y fundador y director del Cineclub de la Casa del Lago.

#### Narda o El Verano (1968)
Sobre un cuento de Salvador Elizondo, fue apenas la tercera película del realizador, resultando la obra póstuma del joven y bienintencionado Juan Guerrero, que moriría de cáncer en abril de 1970, o sea, un mes después del estreno comercial de “Narda o el verano”. Pocos meses antes, en octubre de 1969, la Dirección General de Cinematografía envió la cinta a un festival, el de Panamá donde la cinta fue acusada de pornográfica y no recibió ningún premio. Tanto o más que eso, debió doler a Juan Guerrero unas declaraciones hechas al periódico Excélsior por Salvador Elizondo, autor del relato — más bien humorístico, satírico– en que se basó la cinta. Según Elizondo, la cinta tenía “muy poco parecido con la novela”, cuyo argumento “no se entendió”, y resultó “inmoral por haber sido hecho para hombres de tipo equívoco”; recordó además que en la novela “Narda no existe, es un personaje fantástico”.
La adaptación del cuento de Salvador Elizondo que hizo Juan Guerrero va más o menos en este tono: Los jóvenes Max (Enrique Álvarez Félix) y Jorge (Héctor Bonilla), llegan a Acapulco, donde un amigo les ha prestado su casa y un velero, y buscan una muchacha a quién compartir. Después de varios fracasos, un negro grandote, el príncipe Chomba (Lázaro Patterson), que practica la magia negra, les presenta en el solitario restaurante Baobab, de ambiente africano, a una joven suiza que fue suya el pasado verano y ahora decide llamarse Narda (Amadee Chabot) y cumplir el deseo de los amigos. Ella se acuesta por turno con Max y con Jorge, pero el primero no aguanta los celos y la llama puta. Narda intenta salvar la situación bailando desnuda para los dos amigos a la luz de la luna, pero, al interrumpirla el flash de la cámara fotográfica de Jorge, que ha prometido una fotografía de ella a Chomba, la joven se va consternada. Max y Jorge buscan a Narda y la hallan en un bar bailando con otro, pero ella no quiere hablarles. Chomba dice a Jorge que su rollo se ha velado. Jorge encuentra a una antigua amante de Max, Mariana (Pixie Hopkin). Al día siguiente de que Max cree ver en falso a Narda en el restaurante de Chomba, la policía hace que los dos amigos identifiquen un cadáver femenino hallado en la playa: ellos creen que es Mariana, pero la muerta resulta ser Narda. Max dice a Jorge que se va solo a los Estados Unidos y Jorge deja Acapulco en el auto de su amigo.
La cinta. quizá más inspirada por Jules et Jim, filme francés de François Truffaut que por Elizondo, quedó en un melodrama amanerado bastante cursi, solemne y algo quejoso. La queja, aunque fuera vaga y “existencial”, se daba por necesaria en un cine hecho por jóvenes para jóvenes, pues, según Guerrero (entrevistado para el periódico El Día), “¿qué se puede esperar de una película juvenil hecha por un director de 60 años de edad?” (eso era una alusión a Carlos Velo y a 5 de chocolate y 1 de fresa, cinta objetada por Guerrero, lo mismo que Patsy, mi amor). Además, Guerrero quiso competir con Elizondo no en lo culto, sino en lo culterano. Al comienzo, Héctor Bonilla fotografía –muy a lo Blow-Up, la cinta de Antonioni –a una modelo que no por casualidad se llama Joyce Proust y que interpreta Lourdes Guerrero, esposa en la vida real del director y futura locutora de TV (“Hoy Mismo”); Ella dice, ya puesta a quejarse: “no sé si sufro porque no soy libre o si no soy libre porque sufro”. En el auto deportivo rojo que conduce a Bonilla y a Enrique Álvarez Félix a Acapulco, el primero habla del “erotismo y la muerte” mientras se deja rebasar por otro auto ante el enfado del segundo, que se pasa la cinta insultando a su amigo. Ya en un coqueto departamento de Acapulco, Bonilla, claro voyeur, toma fotos a los vecinos: un triángulo amoroso (dos mujeres y un hombre) y un narcisista musculoso ante un espejo. En su búsqueda de una compañera, los amigos desechan a una mujer que se ofende, a una virgen, a una exuberante por detrás, pero fea de cara, y, en el aeropuerto, a una que les da a cuidar unos perritos que se orinan, y a otra llamada Lolita por un anciano (¿Nabokov?). Al fin, después de “ligar” a dos gringas que se quedan esperándolos, los amigos se meten al Baobab, donde el negro Chomba toca la marimba con calavera y dos tibias (interpreta con ellas Para Elisa, de Beethoven). Ahí encuentran a la heroína Chabot, que quiere llamarse Narda “como la novia de Mandrake”, que intenta en la playa una penosa imitación de Marlene Dietrich en El ángel azul, que dice a Bonilla: “estoy segura de que eres mejor fotógrafo que el de la película” (sic) y que muestra por primera vez los pechos desnudos al acostarse con Álvarez Félix en una lancha. Bonilla le toma ahí la foto que cambia después a Chomba por una de Rodolfo Valentino y por otra, célebre en la época, que dejó ver — supuestamente — el vello púbico de Marilyn Monroe. Más adelante, el más bien histérico Álvarez Félix grita a Chabot: “¡te portas como una gran puta!” a lo que ella contesta apagando su cigarrillo en la yema de un simbólico huevo. Ya perdida Chabot, los amigos, que poco parecen serlo, se encuentran con la anterior película de Juan Guerrero, o sea, con la Mariana interpretada por Pixie Hopkin que anda ahora con un tipo cualquiera (todos le dan lo mismo ) y les dice: “el amor es lo eterno, no lo amado”. Al final, después de que su “amigo” lo llama imbécil, Bonilla emite la última queja: “todo es una miseria”. No está de más comentar que quejas tan “existenciales” y gratuitas como esa fueron filmadas mientras una dura realidad política mexicana daba a la juventud razones muy reales y justificadas de queja con el Movimiento de 1968 en México (La matanza de Tlatelolco). Así, la última película de Juan Guerrero resultó no solo muy floja, sino muy inoportuna.